# Манташевы
Манташевы (или Манташянц, Манташьянц) — российские предприниматели армянского происхождения. Наиболее известный представитель династии — Александр Иванович Манташев, владелец компании А. И. Манташев и К° и знаменитый меценат.

## Ованес
Отец Александра Манташева Ованес (Иван) также занимался коммерцией, в крупных объемах торговал в Персии тканями и долго жил в этой стране. Там же прошли первые годы жизни его сына. Капитал Ованеса под конец его жизни достиг двухсот тысяч рублей, которые и унаследовал после смерти родителя в 1887 году Александр.

## Александр

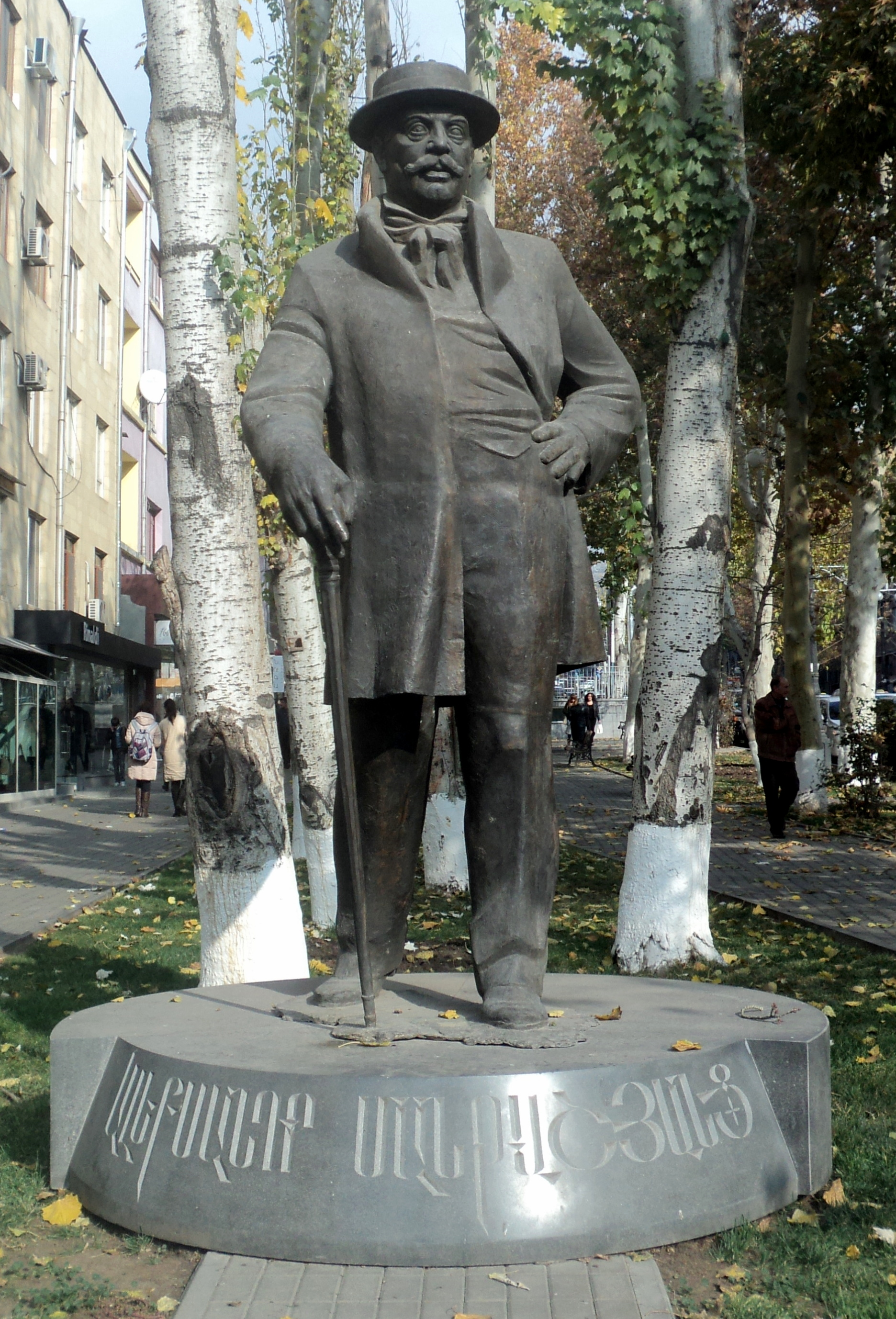

Александр Иванович Манташев (1842—1911) занимался в течение своей жизни разнообразной коммерческой деятельностью, в первую очередь торговлей, жил в Москве и Тифлисе (Тбилиси), но разбогател на нефтедобыче во время нефтяного бума в окрестностях Баку. Был причастен предприниматель и к строительству нефтепровода Баку-Батуми.
Он отличался личной скромностью при огромной деловой хватке[стиль]. За возведение в Париже армянского храма (в планах были и другие социальные объекты, но для их строительства город не выделил землю) предприниматель получил орден Почётного Легиона. Он активно занимался благотворительностью, причем ее масштабы варьировались от эпизодической поддержки учеников реального училища тайком сунутой в карман звонкой пятирублёвой монетой до строительства театров и финансирования крупных проектов, был набожен, помогал, как мог, соплеменникам-армянам и дружил с [[Католикос всех армян|католикосом[стиль]]]. Однажды тот посетил его во время болезни. Совершая ответный визит в Эчмиадзин (резиденцию католикосов, на реконструкцию которой Манташев уже выделил крупную сумму), Александр заметил плохое состояние ризницы и оплатил ее обустройство. Национальное чувство вообще занимало особое место в жизни А. И. Манташева[стиль].
Жену его звали Дарья. Вместе (Александр скончался в Санкт-Петербурге) они были похоронены в Тифлисе.
Армянский писатель Александр Ширванзаде оплакал смерть Александра Манташева, написав: «Не количество огромных сумм, а сердце — вот то, что играло единственную и величайшую роль в благотворительности Манташева. Он жертвовал не из пустого тщеславия или заднего умысла, он жертвовал потому, что так диктовала его чувствительная душа. Его благотворительность всегда носила печать истинного христианства: левая рука не знала, что правая дает…».

## Левон и другие
Сын Александра Ивановича Левон Александрович Манташев (Леон или Леонард) также был крупным предпринимателем, а еще игроком (однажды ночью он выиграл у купца Н. П. Рябушинского его известную в Москве виллу «Черный лебедь»), кутилой, страстным лошадником, филантропом и московским домовладельцем. Революция и национализация Бакинских нефтепромыслов разорили его и вытолкнули в эмиграцию, где, предприняв неудачные попытки продать иностранным бизнесменам оставшиеся в России и отчужденные активы своих предприятий и выиграв свой последний миллион франков на скачках, Левон и умер в бедности в 1954 году, работая таксистом. О нём писал А. Толстой, правда, воспоминания вернувшегося из эмиграции писателя были не вполне свободны от пристрастности[стиль][[Батуми|]].
Судьбы других детей Александра Манташева (четырёх сыновей — Левона, Ованеса, Овсепа и Геворга и четырёх дочерей — Анны, Тамары, Варвары и Надежды) сложилась очень по-разному. Ниже речь пойдёт обо всех сыновьях, кроме Левона[стиль].
Ованес (Иван) часто болел и отец завещал ему большую часть имущества.
Овсеп (Иосиф) в молодости был склонен к разгульной жизни, в 1911 году стал «героем» скандала в московском ресторане «Метрополь», где схватил шашку офицера и устроил стычку с официантами, по поводу чего проводилось расследование и состоялась газетная публикация. Его портрет нарисовал Мартирос Сарьян, изобразивший Овсепа в халате. Он тоже играл в карты с Н. Рябушинским и тоже выигрывал[стиль]. Овсеп вернулся из эмиграции в Советскую Армению, где изменил фамилию на Манташян и впоследствии не распространялся о своим происхождении. По другим данным, однако, он умер в Париже, причем также как Леон «в звании» таксиста[[Батуми|]].
Геворг (Георг) был младшим сыном предпринимателя. Его репетитор так понравился отцу, что тот даже хотел выдать за него дочь, присовокупив большое приданое и должность управляющего. Репетитор, однако, отказался[стиль].
Четверо Манташевых более позднего поколения оказались в списках репрессированных. Один из них[кто?] был расстрелян в 1938 году. Еще один представитель рода, Александр Иосифович, родившийся в 1926 году в Париже, работал в 1970-х во французском торговом представительстве в Москве и даже смог побывать в Армении[[Батуми|]].
Дальние потомки Манташевых живут в США. Согласно утверждениям одной из них[кто?], в банках этой страны и — особенно — Швейцарии продолжают храниться родовые миллионы, доступа к которым наследники несправедливо лишены[[Батуми|]].
.